# Twin Sons of Different Mothers
| Recensione              | Giudizio |
| ----------------------- | -------- |
| AllMusic                | [ 2 ]    |
| Dizionario del Pop-Rock | [ 3 ]    |

Twin Sons of Different Mothers è un album discografico a nome di Dan Fogelberg e Tim Weisberg, pubblicato dalla casa discografica Full Moon/Epic Records nell'agosto del 1978.

## Tracce
Lato A
1. Twins Theme – 1:29 (Dan Fogelberg)
2. Intimidation – 3:27 (Dan Fogelberg)
3. Lazy Susan – 2:36 (Dan Fogelberg)
4. Guitar Etude No. 3 – 2:53 (Dan Fogelberg)
5. Tell Me to My Face – 7:15 (Graham Nash, Allan Clarke, Tony Hicks)

Lato B
1. Hurtwood Alley – 2:48 (Dan Fogelberg)
2. Lahaina Luna – 3:15 (Dan Fogelberg)
3. Paris Nocturne – 3:34 (Dan Fogelberg)
4. Since You've Asked – 2:41 (Judy Collins)
5. The Power of Gold – 4:34 (Dan Fogelberg)

## Musicisti
Twins Theme
- Dan Fogelberg - pianoforte
- Tim Weisberg - flauto

Intimidation
- Dan Fogelberg - chitarre elettriche, pianoforte, percussioni
- Tim Weisberg - flauti
- Neil Larsen - pianoforte elettrico
- Bobbye Hall - congas, cowbell
- Willie Weeks - basso
- Andy Newmark - batteria

Lazy Susan
- Dan Fogelberg - chitarra acustica, chitarra elettrica, basso, voci, boo-bams, foul language
- Tim Weisberg - strumenti vari, flauti
- Jim Keltner - batteria

Guitar Etude No. 3
- Dan Fogelberg - chitarra classica
- Tim Weisberg - flauti
- Bobbye Hall - percussioni
- Andy Newmark - batteria

Tell Me to My Face
- Dan Fogelberg - chitarra acustica, chitarra elettrica, mandolino, chitarra slide, sintetizzatore arp, voce solista, accompagnamento vocale
- Tim Weisberg - flauto, piccolo
- Neil Larsen - pianoforte
- Willie Weeks - basso
- Andy Newmark - batteria
- Don Henley - armonie vocali

Hurtwood Alley
- Dan Fogelberg - chitarra acustica a 6 corde, chitarra elettrica, basso
- Tim Weisberg - percussioni
- John Hug - harp-o-lec
- Andy Newmark - batteria

Lahaina Luna
- Dan Fogelberg - chitarra classica, chitarra elettrica, percussioni
- Tim Weisberg - flauti, piccolo
- Neil Larsen - pianoforte elettrico
- Willie Weeks - basso
- Andy Newmark - batteria, syndrum
- Bobbye Hall - congas

Paris Nocturne
- Dan Fogelberg - pianoforte
- Tim Weisberg - flauto, oboe

Since You've Asked
- Dan Fogelberg - pianoforte, voce
- Tim Weisberg - flauto
- Ann Mason Stockton - arpa
- John Ellis - oboe
- Vincent De Rosa - corno francese
- Earl Dumler - corno inglese
- David Breinenthal - bassoon
- Gary Coleman - percussioni

The Power of Gold
- Dan Fogelberg - pianoforte, chitarra elettrica, chitarra acustica, voce, percussioni
- Tim Weisberg - flauti
- Norbert Putnam - basso
- Jim Keltner - batteria
- Joe Lala - congas
- Don Henley - armonie vocali
- Florence Warner - accompagnamento vocale, cori
- Note aggiuntive
- Dan Fogelberg e Tim Weisberg - produttori
- Registrazioni effettuate al: Record Plant (Sausalito, CA), Village Recorders (Westwood, CA), Wally Heider Studios (Los Angeles, CA), United Studios (Los Angeles, CA), A&M Studios (Los Angeles, CA), Sunset Sound (Los Angeles, CA)
- Marty Lewis - ingegnere delle registrazioni, ingegnere del mixaggio
- Mixato al Quadrafonic Sound Studio, Nashville Tennessee
- Masterizzato al Masterfonics, Nashville, Tennessee
- Glen Spreen e Dan Fogelberg - arrangiamento strumenti ad arco
- Norman Seeff - copertina album e fotografie interno copertina album
- Kosh - design album, art direction[6]